# Пелотас (микрорегион)

Пелотас на карте.

Пелотас (порт. Microrregião de Pelotas) — микрорегион в Бразилии, входит в штат Риу-Гранди-ду-Сул. Составная часть мезорегиона Юго-восток штата Риу-Гранди-ду-Сул. 
Население составляет 	482 915	 человек (на 2010 год). Площадь — 	10 321,585	 км². Плотность населения — 	46,79	 чел./км².

## Демография
Согласно сведениям, собранным в ходе переписи 2010 г. Национальным институтом географии и статистики (IBGE), население микрорегиона составляет:						
| Полное население                             | Полное население                             | Полное население                             | Полное население                             | 482 915 |
| -------------------------------------------- | -------------------------------------------- | -------------------------------------------- | -------------------------------------------- | ------- |
| в том числе:                                 | Городское население                          | 392 220                                      | Процент городского населения, %              | 81,22   |
|                                              | Сельское население                           | 90 695                                       | Процент сельского населения, %               | 18,78   |
|                                              | Мужское население                            | 231 691                                      | Процент мужского населения, %                | 47,98   |
|                                              | Женское население                            | 251 224                                      | Процент женского населения, %                | 52,02   |
| Плотность населения, чел/км²                 | Плотность населения, чел/км²                 | Плотность населения, чел/км²                 | Плотность населения, чел/км²                 | 46,79   |
| Население микрорегиона в % к населению штата | Население микрорегиона в % к населению штата | Население микрорегиона в % к населению штата | Население микрорегиона в % к населению штата | 4,52    |

## Статистика
- Валовой внутренний продукт на 2003 год составляет 3 245 613 718,00 реалов (данные: Бразильский институт географии и статистики).
- Валовой внутренний продукт на душу населения на 2003 год составляет 6607,87 реалов (данные: Бразильский институт географии и статистики).
- Индекс развития человеческого потенциала на 2000 год составляет 0,794 (данные: Программа развития ООН).

## Состав микрорегиона
В составе микрорегиона включены следующие муниципалитеты:
1. Аррою-ду-Падри
2. Кангусу
3. Капан-ду-Леан
4. Серриту
5. Кристал
6. Морру-Редонду
7. Педру-Озориу
8. Пелотас
9. Сан-Лоренсу-ду-Сул
10. Турусу